# Baba Ibrahim Suma-Keita
Baba Ibrahim Suma-Keita (ur. 20 kwietnia 1947, zm. 18 lipca 2020 we Freetown) – sierraleoński lekkoatleta specjalizujący się w biegach długodystansowych, reprezentant Sierra Leone na Letnich Igrzyskach 1980 w Moskwie oraz na Letnich Igrzyskach Olimpijskich 1988 w Seulu. Jest najstarszym w historii reprezentantem Sierra Leone na igrzyskach olimpijskich.
W roku 1980 na Letnich Igrzyskach Olimpijskich 1980 był uczestnikiem biegu maratońskiego. Sierraleończyk zajął 45. pozycję spośród 74. uczestników, kończąc bieg z czasem 2-41:20. Zwycięzca konkurencji został reprezentant Niemiec Wschodnich Waldemar Cierpinski, który ukończył bieg z czasem 2-11:03. Suma-Keita był najstarszym olimpijczykiem z Sierra Leone, mając w chwili trwania igrzysk 33 lata i 104 dni.
W roku 1988 ponownie reprezentował Sierra Leone w konkurencji maratońskiej. Zajął 95. miejsce spośród 118. uczestników. Bieg ukończył z czasem 3-04:00, tracąc blisko godzinę do zwycięzcy konkurencji Gelindo Bordina. Suma-Keita był najstarszym uczestnikiem biegu maratońskiego, mając w chwili uczestnictwa 41 lat i 166 dni. Do dzisiaj jest też najstarszym uczestnikiem igrzysk olimpijskich w historii Sierra Leone.